# МТ Миргород
Міська телестудія "Миргород" — комунальна телерадіостудія, заснована 6 січня 2004 року у місті Миргород.

## Примітики
1. ↑  http://myrgorod.pl.ua/notice/shanovni-pratsivnyky-telestudiji-myrgorod [Архівовано 9 березня 2016 у Wayback Machine.] Миргородська Міська Рада: Шановні працівники телестудії "Миргород"